# Hohn (Schleswig-Holstein)

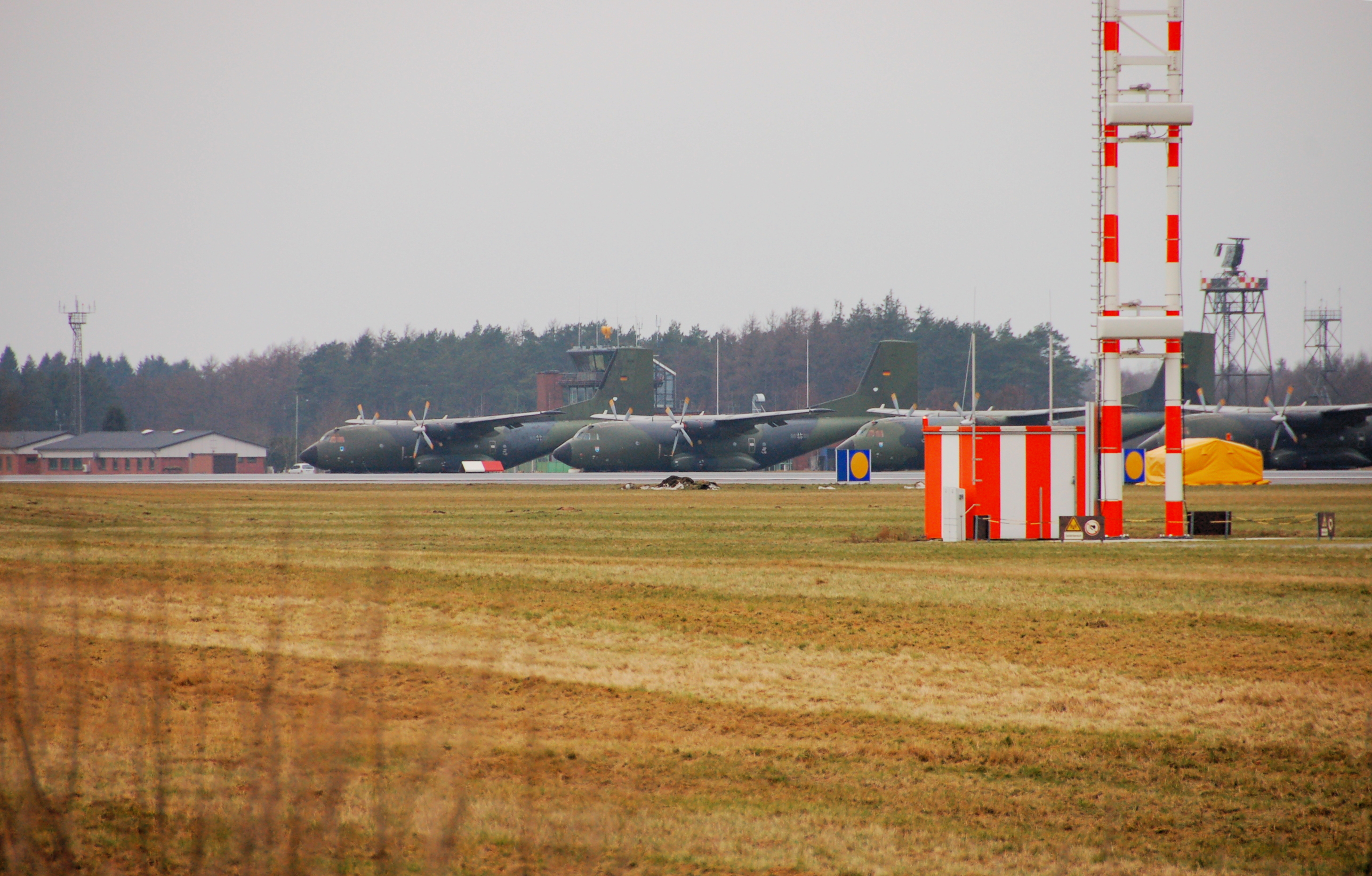
La base aérienne de Hohn.

Pour les articles homonymes, voir Hohn (homonymie).
Hohn est une municipalité allemande située dans le land du Schleswig-Holstein et dans l'arrondissement de Rendsburg-Eckernförde. En 2015, sa population est de 2 413 habitants.